# Ergaula capucina
Ergaula capucina är en kackerlacksart som först beskrevs av Brunner von Wattenwyl 1893.  Ergaula capucina ingår i släktet Ergaula och familjen Polyphagidae. Inga underarter finns listade i Catalogue of Life.